# Fatih Çakıroğlu
Fatih Çakıroğlu (* 14. April 1981 in Istanbul) ist ein türkischer Ringer und sechsfacher Medaillengewinner bei Europameisterschaften im freien Stil.

## Werdegang
Fatih Çakıroğlu wuchs in Istanbul auf und begann dort im Alter von 7 Jahren 1988 mit dem Ringen. Trainiert wurde er von seinem Vater Enis Çakiroğlu, sein erster Verein war der Sportclub GOPAS Güres Kulubü Istanbul. Als Erwachsener trat er in die türkische Armee ein und wurde Mitglied des Sportclubs Amasya Seker Spor. Er ringt ausschließlich im freien Stil.
Im Juniorenbereich beherrschte er in der Türkei seine Gewichtsklasse über mehrere Jahre lang und startete zwischen 1997 und 2001 bei sieben internationalen Meisterschaften (Junioren-Welt- und Europameisterschaften) im Halbschwer- bzw. Schwergewicht. Ein Medaillengewinn gelang ihm dabei nicht.
Der Knoten platzte bei Fatih Çakıroğlu erst im Jahre 2002, als er bei der Europameisterschaft der Senioren in Baku im Halbschwergewicht mit vier Siegen eine EM-Bronzemedaille gewann. Diese Medaille erkämpfte er sich mit einem Sieg über Wadym Tassoew aus der Ukraine. Bei der Weltmeisterschaft 2002 in Teheran verlor er gleich seinen ersten Kampf gegen Eldari Luka Kurtanidse aus Georgien, der in diesem Jahr und auch 2003 Weltmeister in dieser Gewichtsklasse wurde. Wegen des seinerzeit gültigen eigenartigen Reglements nützte ihm dann auch ein Sieg in seinem nächsten Kampf über Bartłomiej Bartnicki aus Polen wenig. Er schied nach der 2. Runde aus und kam nur auf den 14. Platz.
2003 wurde Fatih Çakıroğlu in Riga im Halbschwergewicht sogar Vize-Europameister. Er besiegte dabei Cengiz Cakici aus Deutschland, Vusal Muslimow aus Aserbaidschan u. Radovan Valach aus Österreich. Im Finale wurde er von Chadschimurad Gazalow aus Russland besiegt. 2003 besiegte er bei der sog. FILA Absolute Championships, einem Einladungsturnier in Moskau, Eldari Luka Kurtanidse und Krassimir Kotschew aus Bulgarien u. unterlag erst im Finale gegen Giorgi Gogschelidse aus Russland. Bei der Weltmeisterschaft 2003 kam er aber nicht zum Einsatz.
2004 erkämpfte sich Fatih Çakıroğlu beim Qualifikations-Turnier für die Olympischen Spiele in Athen in Bratislava mit einem 2. Platz hinter Magomed Ibragimow aus Usbekistan einen Startplatz bei diesen Spielen. Bei den Europameisterschaften 2004 in Ankara enttäuschte er im Halbschwergewicht aber, denn nach einem Sieg über den Schweizer Rolf Scherrer, unterlag er in seinem zweiten Kampf gegen Wadym Tassoew und erreichte deshalb nur den 11. Platz. Auch bei den Olympischen Spielen in Athen selbst war ihm kein großer Erfolg beschieden. Er besiegte zwar in seinem ersten Kampf den Mongolen Enkhtuya Tuvinshintur, unterlag aber in seinem zweiten Kampf gegen Aljaksandr Schamarau aus Belarus, womit er ausschied und auf dem 9. Platz landete. Ein kleines Trostpflaster für ihn war dann der Sieg bei der CISM Militär-Weltmeisterschaft 2004 in Vilnius, wo er sich im Halbschwergewicht den Titel vor dem Belarussen M. Michilowitsch u. Jamal E. Mohammed aus Katar holte.
Eine Medaille gewann Fatih Çakıroğlu dann wieder bei der Europameisterschaft 2005 in Warna. Nach Siegen über Radovan Valach u. Tomasz Janiszewski aus Polen unterlag er im Halbfinale gegen Vincent Aka-Akesse aus Frankreich, besiegte aber im Kampf um die Bronzemedaille Wassyl Tesmynezkyj aus der Ukraine. Weniger Glück hatte er bei der Weltmeisterschaft dieses Jahres in Budapest, denn er unterlag dort in seinem zweiten Kampf gegen Bartłomiej Bartnicki und erreichte deswegen nur den 14. Platz.
Im Jahre 2006 entschloss sich Fatih Çakıroğlu in das Schwergewicht zu wechseln, um dem ständigen Abtrainieren aus dem Wege gehen zu können. Sein nächster Einsatz bei einer internationalen Meisterschaft erfolgte dann 2007 bei der Europameisterschaft in Sofia. Dort gelang es ihm auf Anhieb auch im Schwergewicht eine Medaille zu gewinnen. Er besiegte Ruslan Bassijew aus Armenien und David Vála aus Tschechien, unterlag aber im Halbfinale gegen den mehrfachen Weltmeister Kuramagomed Kuramagomedow aus Russland. Die Bronzemedaille erkämpfte er sich danach mit einem Sieg über den starken Aserbaidschaner Ali Issajew. Auch bei der Weltmeisterschaft 2007 in Baku lieferte Fatih Çakıroğlu eine hervorragende Leistung ab. Er besiegte dort Arjan Bhullar aus Kanada, Efstathios Topalidis aus Griechenland und Marid Mutalimow aus Kasachstan und unterlag erst im Halbfinale gegen Biljal Walerjewitsch Machow aus Russland. Den Kampf um die Bronzemedaille verlor er knapp gegen Wadym Tassoew.
In den Jahren 2008 und 2009 kam Fatih Çakıroğlu dann zu keinen Einsätzen bei den großen internationalen Meisterschaften mehr. Aydın Polatçı und Recep Kara sicherten sich in diesen Jahren die Startplätze der Türkei im Schwergewicht. Er nahm aber an den Mittelmeer-Spielen 2009 in Pescara teil und siegte dort im Schwergewicht vor Ioannis Arzoumanidis aus Griechenland und Francesco Miano-Petta aus Italien.
2010 war er wieder bei der Europameisterschaft in Baku am Start und kämpfte sich dort mit drei Siegen in das Finale, in dem er allerdings dem Olympiasieger Biljal Machow unterlag. Bei der Weltmeisterschaft dieses Jahres in Moskau war er nicht so erfolgreich, denn er verlor dort seinen ersten Kampf gegen Aljaksej Schamarau aus Belarus und schied frühzeitig aus. Bei der EM in Dortmund gelang ihm dann endlich ein Sieg bei einer der großen internationalen Meisterschaften. Mit Siegen über Alexander Chozianiwski, Ukraine, Dániel Ligeti, Ungarn, Nick Matuhin, Deutschland, u. Aljaksej Schamarau wurde er dort Europameister.

## Internationale Erfolge
| Jahr | Platz | Wettbewerb                                                | Gewichtsklasse | |
| 1997 | 5.    | Junioren-WM (Cadets) in Neu-Delhi                         | bis 83 kg KG   | Sieger: Anil Kumar, Indien vor Tomasz Janiszewski, Polen |
| 1998 | 9.    | Junioren-WM (Juniors) in Las Vegas                        | bis 115 kg KG  | Sieger: Artjom Achigajew, Russland vor Aleksi Modebadse, Georgien, Boschidar Bojadschiew, Bulgarien u. Markus Hamann, Deutschland                                                     |
| 1999 | 4.    | „Yasar-Dogu“-Memorial in Ankara                           | Halbschwer     | hinter Ahmet Doğu u. Mustoafa Gürsoy, bde. Türkei sowie Aljaksandr Schamarau, Russland                                                                                                |
| 1999 | 8.    | Junioren-EM (Juniors) in Riga                             | Halbschwer     | Sieger: Giorgi Gogschelidse, Russland vor David Otiaschwili, Georgien |
| 1999 | 5.    | Junioren-WM (Juniors) in Sydney                           | Halbschwer     | hinter Artjom Achigajew, Iwan Istschenko, Ukraine, Li Jin Long, China u. Teofilos Abadzis, Griechenland                                                                               |
| 2000 | 2.    | „Yasar-Dogu“-Memorial in Ankara                           | Halbschwer     | hinter Giorgi Gogschelidse, vor Ahmet Doğu, Türkei |
| 2000 | 8.    | Junioren-EM (Juniors) in Sofia                            | Schwer         | Sieger: Iwan Istschenko vor Marat Bassijew, Russland u. Dimitar Kumtschew, Bulgarien                                                                                                  |
| 2000 | 9.    | Junioren-WM (Juniors) in Nantes                           | Schwer         | Sieger: Iwan Istschenko vor Bahman Tayebi Valjozi, Iran u. Huhtaba, Russland |
| 2001 | 2.    | „Yasar-Dogu“-Memorial in Ankara                           | Halbschwer     | hinter Vedat Ergin, vor Taskin Özkale, bde. Türkei |
| 2001 | 3.    | Grosser Preis von Deutschland in Leipzig                  | Halbschwer     | hinter Giorgi Gogschelidse und Aftandil Xanthopoulos, Griechenland |
| 2001 | 7.    | EM in Budapest                                            | Halbschwer     | nach einer Niederlage gegen Wadym Tassoew, Ukraine u. einem Sieg über Radovan Valach, Österreich                                                                                      |
| 2001 | 6.    | Junioren-WM (Juniors) in Taschkent                        | Halbschwer     | mit Siegen über Takahito Susowake, Japan u. Maxim Dzidzverg, Moldawien u. einer Niederlage gegen Taimuras Tigijew, Russland                                                           |
| 2001 | 3.    | CISM-Militär-WM in Split                                  | Halbschwer     | hinter Sergei Prjadun, Ukraine u. Chadschimurad Gazalow, Russland, vor Nikolaos Kidzos, Griechenland u. André Backhaus, Deutschland                                                   |
| 2002 | 1.    | „Yasar-Dogu“-Memorial in Ankara                           | Halbschwer     | vor Ahmet Doğu u. Islam Bajramachow, Kirgisistan |
| 2002 | 3.    | EM in Baku                                                | Halbschwer     | mit Siegen über Vincenzo Lipari, Italien, Aftandil Xanthopoulos u. Zoltán Farkas, Ungarn, einer Niederlage gegen Kuramagomed Kuramagomedow, Russland u. einem Sieg über Wadym Tassoew |
| 2002 | 2.    | Grosser Preis von Deutschland in Leipzig                  | Halbschwer     | hinter Aljaksandr Schamarau, Belarus, vor Mesut Okcu, Deutschland u. Netoras Batzelas, Griechenland                                                                                   |
| 2002 | 14.   | WM in Teheran                                             | Halbschwer     | nach einer Niederlage gegen Eldari Luka Kurtanidse, Georgien u. einem Sieg über Bartłomiej Bartnicki, Polen                                                                           |
| 2003 | 2.    | EM in Riga                                                | Halbschwer     | mit Siegen über Cengiz Cakici, Deutschland, Vusal Muslimow, Aserbaidschan u. Radovan Valach, Österreich u. einer Niederlage gegen Chadschimurad Gazalow                               |
| 2003 | 2.    | FILA-Absolute-Championships (Einladungsturnier) in Moskau | Halbschwer     | mit Siegen über Eldari Luka Kurtanidse u. Krassimir Kotschew, Bulgarien u. einer Niederlage gegen Giorgi Gogschelidse                                                                 |
| 2004 | 2.    | Olympia-Qualif.-Turnier in Bratislava                     | Halbschwer     | hinter Magomed Ibragimow, Usbekistan, vor Rustam Agajew, Aserbaidschan u. Wang Yuanyuan, China                                                                                        |
| 2004 | 11.   | EM in Ankara                                              | Halbschwer     | mit einem Sieg über Rolf Scherrer, Schweiz u. einer Niederlage gegen Wadym Tassoew |
| 2004 | 9.    | OS in Athen                                               | Halbschwer     | mit einem Sieg über Enkhtuya Tuvinshintur, Mongolei u. einer Niederlage gegen Aljaksandr Schamarau                                                                                    |
| 2004 | 1.    | CISM-Militär-WM in Vilnius                                | Halbschwer     | vor M. Michailowitsch, Belarus u. Jamal E. Mohammed, Katar |
| 2005 | 1.    | „Yasar-Dogu“-Memorial in Ankara                           | Halbschwer     | vor Hakan Koc u. A. Serbest, beide Türkei u. M. Muslimow, Aserbaidschan |
| 2005 | 3.    | EM in Warna                                               | Halbschwer     | mit Siegen über Radovan Valach u. Tomasz Januszewski, einer Niederlage gegen Vincent Aka-Akesse, Frankreich u. einem Sieg über Wassyl Tesmynezkyj, Ukraine                            |
| 2005 | 14.   | WM in Budapest                                            | Halbschwer     | mit einem Sieg über Rolf Scherrer u. einer Niederlage gegen Bartłomiej Bartnicki |
| 2007 | 1.    | „Yasar-Dogu“-Memorial in Ankara                           | Schwer         | vor Recep Kara u. Ali Reza Kaya, beide Türkei u. Steve Mocco, USA |
| 2007 | 3.    | EM in Sofia                                               | Schwer         | mit Siegen über Ruslan Bassijew, Armenien u. David Vála, Tschechien, einer Niederlage gegen Kuramagomed Kuramagomedow u. einem Sieg über Ali Issajew, Aserbaidschan                   |
| 2007 | 5.    | WM in Baku                                                | Schwer         | mit Siegen über Arjan Bhullar, Kanada, Efstathios Topalidis, Griechenland u. Marid Mutalimow, Kasachstan u. Niederlagen gegen Biljal Walerjewitsch Machow, Russland u. Wadym Tassoew  |
| 2008 | 3.    | „Iwan-Yarigin“-Memorial in Krasnojarsk                    | Schwer         | hinter Bachtijar Achmedow u. Kuramagomed Kuramagomedow, beide Russland, gemeinsam mit Biljal Walerjewitsch Machow                                                                     |
| 2008 | 5.    | „Yasar-Dogu“-Memorial in Ankara                           | Schwer         | hinter Fardin Masoumi Valadi, Iran, Boschidar Bojadschiew, Bulgarien, Aydın Polatçı, Türkei u. Lazar Marsagischwili, Georgien                                                         |
| 2009 | 1.    | Mittelmeer-Spiele in Pescara                              | Schwer         | vor Ioannis Arzoumanidis, Griechenland, Francesco Miano-Petta, Italien u. Radomir Petkovic, Serbien                                                                                   |
| 2009 | 1.    | Präsidenten Cup in Grosny                                 | Schwer         | vor Soslan Gaglojew, Russland, Ruslan Bassijew, Armenien u. Hizir Durgajew, Russland                                                                                                  |
| 2009 | 1.    | Henri-Deglane-Challenge in Nizza                          | Schwer         | vor Francesco Miano Petta, Italien |
| 2010 | 2.    | Fila-Golden-Grand-Prix in Krasnojarsk                     | Schwer         | hinter Aljaksej Schamarau, vor Kiril Gotowzew u. Alan Dschampajew, bde. Russland |
| 2010 | 4.    | Welt-Cup in Moskau                                        | Schwer         | hinter Tervel Dlagnev, USA, Biljal Machow, Russland u. Ruslan Scheikow, Belarus |
| 2010 | 2.    | EM in Baku                                                | Schwer         | nach Siegen über Francesco Miano-Petta, Dimitar Kumtschew, Bulgarien u. Iwan Ischtschenko, Ukraine u. einer Niederlage gegen Biljal Machow                                            |
| 2010 | 1.    | Mittelmeer-Spiele in Istanbul                             | Schwer         | vor Taha Akgül, Türkei, Efstathios Topalidis, Griechenland u. Fatjon Baro, Albanien                                                                                                   |
| 2010 | 8.    | Fila-Golden-Grand-Prix in Tiflis                          | Schwer         | Sieger: Fardin Masoumi Valadi, Iran vor Lewan Berianidse, Georgien |
| 2010 | 1.    | Fila-Golden-Grand-Prix in Baku                            | Schwer         | vor Tervel Dlagnev, Lewan Berianidse u. Ali Issajew, Aserbaidschan |
| 2010 | 21.   | WM in Moskau                                              | Schwer         | nach einer Niederlage gegen Aljaksej Schamarau |
| 2011 | 1.    | Yasar-Dogu-Memorial in Istanbul                           | Schwer         | vor Ruslan Basijew, Armenien, Taha Akgül u. Ali Reza Kaya, bde. Türkei |
| 2011 | 5.    | Alexander-Medwed-Memorial in Minsk                        | Schwer         | hinter Aljaksej Schamarau, Marid Mutalimow, Kasachstan, Tervel Dlagnev u. Taha Akgül                                                                                                  |
| 2011 | 1.    | EM in Dortmund                                            | Schwer         | nach Siegen über Alexander Chozianiwski, Ukraine, Dániel Ligeti, Ungarn, Nick Matuhin, Deutschland u. Aljaksej Schamarau                                                              |

## Erläuterungen
- alle Wettkämpfe im freien Stil
- OS = Olympische Spiele, WM = Weltmeisterschaft, EM = Europameisterschaft
- Halbschwergewicht, bis 2001 bis 97 kg, ab 2002 bis 96 kg, Schwergewicht, bis 2001 bis 130 kg, seit 2002 bis 120 kg Körpergewicht